# روکسانا زاسینا
روکسانا زاسینا (به انگلیسی: Roksana Zasina؛ زادهٔ ۲۱ اوت ۱۹۸۸) یک کشتی‌گیر آزادکار اهل لهستان است.
از افتخارات وی می‌توان به کسب مدال برنز مسابقات قهرمانی کشتی جهان ۲۰۱۷ اشاره کرد. وی سابقه حضور در المپیک ۲۰۲۰ توکیو را دارد.